# (378204) Bettyhesser
(378204) Bettyhesser est un astéroïde de la ceinture principale.

## Description
(378204) Bettyhesser est un astéroïde de la ceinture principale. Il fut découvert le 26 décembre 2006 à Mauna Kea par David D. Balam. Il présente une orbite caractérisée par un demi-grand axe de 2,47 UA, une excentricité de 0,08 et une inclinaison de 7,9° par rapport à l'écliptique.

## Compléments